# ليزا أوتو
ليزا أوتو (بالألمانية: Lisa Otto)‏ (و. 1919 – 2013 م) هي مغنية، ومغنية أوبرا، وممثلة أفلام ألمانية، ولدت في درسدن، توفيت في برلين، عن عمر يناهز 94 عاماً، بسبب مرض.

## وصلات خارجية
- ليزا أوتو على موقع IMDb (الإنجليزية)
- ليزا أوتو على موقع ميوزك برينز (الإنجليزية)
- ليزا أوتو على موقع أول موفي (الإنجليزية)
- ليزا أوتو على موقع أول ميوزيك (الإنجليزية)
- ليزا أوتو على موقع ديسكوغز (الإنجليزية)